# 1702
1702 (MDCCII) fue un año común comenzado en domingo según el calendario gregoriano.

## Acontecimientos
- 20 de abril: en Roma (Italia), los astrónomos Giacomo Filippo Maraldi y Francesco Bianchini descubren el C/1702 H1. También será descubierto independientemente por Maria Winkelmann-Kirch (el 21 de abril, en Berlín) y por Philippe de la Hire (el 24 de abril, en

París).
- 3 de julio: Austria (partidaria del Archiduque Carlos), declara la guerra a Francia y España (partidarias de Felipe de Anjou). Comienza así la Guerra de Sucesión Española.
- 23 de octubre: en la ría de Vigo (España) se libra la Batalla de Rande.
- 14 de diciembre: en Japón, por órdenes del shōgun, se suicidan los 47 rōnin por haraquiri colectivo.
- En trece colonias, las colonias de Jersey del Oeste y Jersey del Este se unen para formar Nueva Jersey.
- En Inglaterra, sube al trono la reina Ana.

## Arte y literatura

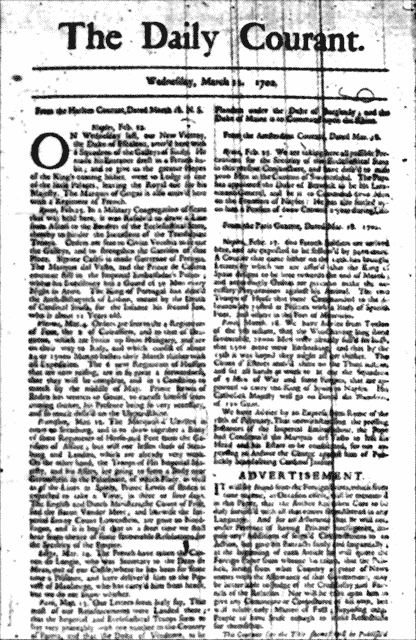
El Daily Courant, primer diario de la Historia humana.

- 11 de marzo: en Londres se publica The Daily Courant, el primer periódico de publicación diaria de la Historia.
- En Aguascalientes (México) comienza a construirse el Templo de la Merced.

## Nacimientos
- 6 de enero: José Nebra, compositor español (f. 1768).
- 27 de marzo: Johann Ernst Eberlin, compositor y organista alemán (f. 1762).
- 21 de marzo: Francisco Xavier de Oliveira, escritor portugués (f. 1783)
- 28 de marzo: Ignacio de Luzán, escritor español (f. 1754).
- 2 de junio: Marqués de la Ensenada, político español (f. 1781).
- 15 de agosto: Francesco Zuccarelli, pintor italiano (f. 1788).
- Thomas Bayes, matemático inglés (f. 1761).

## Fallecimientos
- 8 de marzo: Guillermo III, rey inglés (n. 1650).
- 10 de mayo: Antonio Gherardi, pintor, arquitecto y escultor italiano (n. 1638)